# Lecanora anopta
Lecanora anopta är en lavart som beskrevs av Nyl. Lecanora anopta ingår i släktet Lecanora och familjen Lecanoraceae.  Arten är reproducerande i Sverige. Inga underarter finns listade i Catalogue of Life.